# José Manuel López Rodríguez
José Manuel López Rodríguez (Caboalles de Abajo, Villablino, 21 de febrer de 1940) és un ciclista espanyol, ja retirat, que fou professional entre 1965 i 1972.
Com a ciclista amateur va prendre part als Jocs Olímpics de Tòquio de 1964, on fou cinquè en la prova en ruta del programa de ciclisme. En la contrarellotge per equips fou vuitè. Durant la seva carrera professional destaca una victòria d'etapa a la Volta a Espanya de 1969, així com les victòries finals a la Setmana Catalana de 1966 i Volta a Llevant de 1971.

## Palmarès
- 1965
  - 1r al Circuit de La Sarthe
- 1966
  - 1r a la Setmana Catalana i vencedor d'una etapa.
  - 1r al Gran Premi de Llodio
- 1968
  - 1r al Gran Premi Navarra
  - Vencedor de 2 etapes a la Volta a Llevant
- 1969
  - Vencedor d'una etapa de la Volta a Espanya
  - Vencedor d'una etapa de la Volta a Llevant
- 1970
  - 1r als Sis dies de Madrid (amb Domingo Perurena)
  - Vencedor d'una etapa de la Volta a Llevant
  - Vencedor d'una etapa de la Volta a La Rioja
- 1971
  - 1r a la Volta a Llevant i vencedor d'una etapa
  - Vencedor d'una etapa de la Setmana Catalana
- 1972
  - 1r al Trofeu Elola

### Resultats a la Volta a Espanya
- 1966. 15è de la classificació general
- 1967. 6è de la classificació general. 1r de la Classificació de les Metes voltants. Líder durant una etapa
- 1968. 16a de la classificació general
- 1969. 15è de la classificació general. Vencedor d'una etapa
- 1970. 47è de la classificació general
- 1971. 38è de la classificació general
- 1972. 34è de la classificació general

### Resultats al Tour de França
- 1966. 41è de la classificació general
- 1967. 33è de la classificació general
- 1969. 22è de la classificació general
- 1971. 52è de la classificació general